# Басейн (геоморфологія)
Басейн (геоморфологія) — це самостійне заглиблення в земній корі, яке знаходиться вище або нижче рівня моря і часто не має відтоку; воно знаходиться або на поверхні землі (поверхні суші), або на дні моря.

## Загальна характеристика
Діаметр основних океанічних басейнів становить від 2000 до 4000 км (з них 6 у Тихому океані), а 20 найбільших континентальних басейнів мають діаметр від 300 до 1000 км. За площею вони перевершують кілька плоских материкових щитів, але не мають форми жолоба. У випадку меншої, суворо замкнутої місцевості говорять про западини, «улоговини» також називають долинними улоговинами, тобто замкнутими долинами. Багато великих ландшафтів називаються «басейнами», хоча це не обов'язково справжні западини чи зони ослаблення континентальної кори, у цьому випадку це або великомасштабні зони, вільні від стоку, або простори, розділені гірськими хребтами.
Седиментація (осідання дисперсної фази) відбувається майже в усіх місцях басейну, яка може бути спричинена водою (водойми, океанськими течіями), вітром, льодом, зсувами або хімічними процесами. Відкладення на суші в основному складаються з піску, гравію, глини і лесу, а в морях і озерах — також з мулу, органічних речовин і вапна.
Ландшафти з дуже великими відкладеннями називаються осадовими басейнами: хоча вони зазвичай мають стік, осад відкладається в тому самому місці протягом тривалого періоду часу. В результаті найнижчі шари конденсуються в гірську породу, а поверхня повільно стає рівниною (наприклад, Паннонська низовина або Рейнський грабен). Багато з цих басейнів є ослабленими ділянками земної кори, де геологічні розломи або великомасштабна тектоніка призводять до тривалого опускання.
У геологічному минулому відкладення в морських басейнах — див. геосинкліналі — були попередником численних гірських утворень.

## Басейн на суші
Геоморфологічні басейни на суші відрізняються від так званих низовин тим, що вони являють собою западини без надземного витоку. Однак відтік може бути вторинним. Це іноді може ускладнити розрізнення між басейновими ландшафтами та низовинами. Висота басейну може коливатися приблизно від 100 м над рівнем моря — NN (рівень моря) в околицях річки або узбережжя, аж до яскраво вираженої високої позиції у внутрішній частині континенту. Окремі чашоподібні ділянки знаходяться навіть нижче рівня моря і називаються западинами. Найглибше місце таких западин без витоку часто займає солоне озеро.
У континентальних посушливих регіонах улоговини здебільшого являють собою пустелі, а безстічні улоговини можуть перетворитися на великі солончаки. В принципі, утворення солончаків та солоних озер залежить від співвідношення відтоку води (через випаровування та інфільтрацію) до припливу порівняно з утворенням стоку (наприклад, через утворення ущелини). Річки можуть закінчуватися басейнами або протікати через них, а навколишні гори можуть локально збільшити кількість опадів або (часто) захистити басейн від опадів. Відкладення в басейні може сприяти формуванню внутрішньої дельти або болотистих ландшафтів. У помірному поясі є численні лесові басейни, в яких вітри льодовикового періоду спричинили осади дрібного глинистиго пилу. Прикладами є Паризький басейн, угорська Пуста, Україна (крім гірських регіонів) та великі території Північно-Східного Китаю.
Деякі подовжені улоговини простягаються вздовж великих гірських хребтів, тоді як менші улоговини часто зустрічаються у внутрішніх районах, також у формі широких долин або верхових боліт. На краю гір льодовики льодовикового періоду часто вирізали великі язикові западини, з яких, наприклад, утворилися озерні ландшафти в Баварії або в Зальцкаммергуті.
Приклади наземних басейнів:
Аральське море — Азія; Узбекистан, Казахстан
Великий Басейн — найбільша безстічна область в Північній Америці (на території американських штатів Невада, Юта, Каліфорнія, Орегон і Айдахо).
Басейн Окаванго — Африка; Ботсвана
Таримська улоговина — Азія; Китай

## Басейни на морі
Морські (океанічні) басейни — замкнуте зниження дна океану з глибинами, як правило, не менше 3500 м, зазвичай має ізометричні (округлі) обриси. Розрізняють улоговини перехідної зони і улоговини ложа океану.
Великі западини, обмежені материковим схилом, підводними хребтами, валами та височинами.
Океанічні улоговини (басейни) покривають 50% поверхні Землі (приблизно 70% дна океану).
Вони можуть з'єднуватися одна з одною глибокими проходами. Середні глибини котловин ложа океану близько 5000 м. Дно котловин на 80 % характеризується горбисто-абісальним рельєфом з коливаннями висот порядку 500—1000 м. Іноді термін застосовують до найбільших від'ємних елементів рельєфу Землі, які заповнені океанічними водами.
Найбільшими підводними улоговинами вважаються Південно-Тихоокеанська, Північно-Американська та Північно-Африканська улоговини.
Приклади морських басейнів:
- Алжирсько-Провансальська улоговина (глибина до 3255 м; захід Середземномор'я),
- Ангольська улоговина (глибина до 5841 м; між Гвінейським піднесенням на північному заході, Нижньо-Гвінейським піднесенням в Африці на сході, Китовим хребтом на півдні та о. Святої Єлени на заході),
- Аргентинська улоговина (глибина до 6202 м; між Порогом Ріо-Гранде [1] на півночі, Південно-Атлантичним хребтом на сході, півднем Джорджії за Південно-Сандвічевою западиною на південному сході, Фолклендськими островами на південному заході та Південною Америкою),
- Баффінова улоговина (глибина до 2377 м; утворює центр північноамериканської  затоки Баффіна (моря Баффіна); між о. Гренландією на півночі та сході, протокою Дейвіса на півдні, о. Баффіна на заході та островами Королеви Єлизавети на північному заході),
- Бразильська улоговина  (глибиною до 6537 м; складається з великої північної та малої південної Бразильської улоговини; між південним підніжжям Північноатлантичного хребта на півночі, жолобом Романш на північному сході, північчю Південно-Атлантичного хребта на сході, Поріг Ріо-Гранде[2] на півдні та Бразилією на заході),
- Гренландська улоговина (глибина до 4846 м; лежить у Норвезькому морі між о. Шпіцбергеном на північному сході, о. Ведмежим на сході, Лофотською улоговиною за Ісландсько-Ян-Маєнським порогом на південному сході, Норвезьким басейном і островом Ян-Маєн на півдні та Данською протокою на південному заході і о. Гренландією на заході).

## Інтернет-ресурси
- Geologie und Geomorphologie Schleswig-Holsteins. (abgerufen am 24. September 2015)
- Geomorphologische Reliefanalyse im äquatorialen Ostafrika. (abgerufen am 24. September 2015)
- Fluviale Prozesse und Formen (abgerufen am 24. September 2015)